# Belastung (Psychologie)

Mit psychischer Belastung verbundene Arbeitssituation (Illustration von Henry Holiday aus Lewis Carrolls „The Hunting of the Snark“)

Psychische Belastung ist nach der Norm EN ISO 10075 „die Gesamtheit aller erfassbaren Einflüsse, die von außen auf den Menschen zukommen und psychisch auf ihn einwirken.“ Auch gemäß Arbeitsschutzgesetz (siehe auch Norm EN ISO 9241) ergibt sich für Arbeitsplätze die Pflicht des Arbeitgebers, psychomentale Belastungen zu ermitteln und zu beurteilen. Im Unterschied zur psychischen Belastung ist psychische Beanspruchung „die unmittelbare (nicht die langfristige) Auswirkung der psychischen Belastung im Individuum in Abhängigkeit von seinen jeweiligen überdauernden und augenblicklichen Voraussetzungen, einschließlich der individuellen Bewältigungsstrategien“.
Es existieren viele (psycho-)physiologische Messverfahren, welche mehr oder weniger gut mit der psychischen Belastung (mental oder emotional) korrelieren und somit als möglicher Indikator genutzt werden.
Alleine im physiologischen Bereich der Okulomotorik stehen mehrere adäquate Reaktionen im Verdacht, unterschiedliche Beanspruchungssituationen personenbezogen und objektiv – also nicht mittels einer subjektiven Erhebung (u. a. einer Befragung) – zu detektieren. Zum Beispiel über die Augenbewegung und dem Blickverhalten, über das Pupillenverhalten sowie über den Lidschlag.
Gemäß EN ISO 10075 kann auch von mentaler Belastung gesprochen werden. Gegenstand der Norm ist also nicht irgendeine Art von individuellem psychischem Defizit einer Person, sondern die Belastung von Geist und Seele. Psychomentale Belastung ist dafür der treffende Begriff. Psychosoziale Belastung ist ein weiterer Begriff, der in der Diskussion zum Thema der psychischen Belastung verwendet wird.
Psychische Belastungen wirken ausgehend von einer Situation auf den Menschen. Sie beanspruchen seine Ressourcen. Der Begriff der Belastung beschreibt also eine Eigenschaft von Situationen und nicht Eigenschaften von Personen. Im Unterschied zum Begriff der Belastung bezeichnet der Begriff Stress „die unspezifische Reaktion des Organismus auf jede Form von Belastung“. Eine psychische Belastung, die Stress auslöst, wird Stressor genannt.
In Abhängigkeit von der Art der Belastung und den individuellen psychischen Voraussetzungen kann eine Belastung – und Stress als Reaktion auf eine Belastung – sowohl schädlich wie auch anregend wirken. Anregende Belastungen können langfristig zur persönlichen Entwicklung und Gesunderhaltung beitragen. Arbeit ist in der Regel eine psychische Belastung des Menschen. Wichtig ist dabei der Unterschied zwischen legitimer Belastung und Fehlbelastung. Schädlicher Stress ist die Folge von Fehlbelastung und kann zur Ermüdung und zu psychosomatischen Erkrankungen führen.
Burnout oder Boreout, Depressionen, Angststörungen, Süchte, ADS / ADHS oder Phobien gelten als Krankheitsbilder, die gleichberechtigt neben den körperlichen Störungen stehen und mittlerweile zu den sogenannten Volkskrankheiten zählen.
Fast jeder dritte Deutsche zwischen 18 und 65 Jahren leidet mindestens einmal pro Jahr unter einer psychischen Störung. Angststörungen nehmen hier mit 14,5 % eine Spitzenposition ein, gefolgt von Störungen durch psychotrope Substanzen (z. B. Alkohol, Drogen), den affektiven Störungen (z. B. Depression, Manie, bipolare Störungen) und den somatoformen Störungen (z. B. körperlich nicht begründbare Schmerzen).
Frauen leiden im Durchschnitt häufiger an psychischen Problemen. Eine Ausnahme bildet der Missbrauch von psychotropen Substanzen, der sich eher als eine Männerdomäne darstellt. Hier steht das Thema Alkohol im Vordergrund.

## Belastungssituationen
Belastungssituationen können erfüllend sein oder als unerwünscht abgewehrt werden. Es können Situationen der Fremdbestimmung und Unterordnung sein. Psychomentale Belastung kann sowohl mit Erfolg wie mit Versagen verbunden sein. Am schwersten zu bewältigen sind psychomentale Belastungen, die Folge unumkehrbarer Verluste sind. Akute Belastungsreaktionen bis hin zu Trauma und posttraumatischen Belastungsstörungen sind in solchen Fällen mögliche Folgen.
Belastungssituationen sind nicht auf das Arbeitsleben beschränkt. Vielfältige psychosoziale Stressfaktoren kommen im Familien- und Privatleben vor, auch beeinflusst durch die individuelle soziale Situation. Unter Schülern treten ebenfalls schulbedingte psychische und physische Belastungen auf.
Bei Seeleuten in der Berufsschifffahrt auftretende extreme Belastungssituationen in der Arbeits- und Lebensumgebung Schiff sind international als Seafarer Fatigue bekannt und werden insbesondere seit 1995 vom Seafarers International Research Centre (SIRC) an der Cardiff University vor dem Hintergrund des International Safety Management Code und den Erfordernissen der Hafenstaatkontrolle erforscht.

## Psychomentale Belastungen am Arbeitsplatz

### Bedeutung psychomentaler Belastungen
„Seelische Krankheiten prägen das Krankheitsgeschehen“, berichtet der Bundesverband der Betriebskrankenkassen (BKK) in seinem Gesundheitsreport 2008. Dem Report zufolge „zeigen Mitarbeiterbefragungen, dass psychische Fehlbeanspruchungen nicht nur mit seelischen Gesundheitsstörungen, sondern auch mit allgemein schlechteren Gesundheitszuständen einhergehen.“
Die Aufmerksamkeit für psychische Belastungen werde „einseitig auf einen bestimmten Ausschnitt der gesellschaftlichen Realität – das Arbeitsleben – gelenkt“, beklagte im Mai 2005 die Bundesvereinigung der Deutschen Arbeitgeberverbände (BDA) in einem „Positionspapier“. Im Widerspruch dazu gibt es jedoch in Deutschland nur wenige Unternehmen, die psychomentale Belastungen am Arbeitsplatz in den nach dem Arbeitsschutzgesetz vorgeschriebenen Gefährdungsbeurteilungen tatsächlich berücksichtigen und mit Arbeitnehmervertretungen entsprechende Betriebsvereinbarungen abgeschlossen haben. Auch noch im Jahr 2008 wurde festgestellt: „Die seit 1996 im Arbeitsschutzgesetz geforderte Gefährdungsbeurteilung für psychische Belastungen wird bisher nur in einem sehr kleinen Teil der Betriebe praktiziert. Verstöße dagegen werden kaum geahndet.“ Eine Befragung von Arbeitnehmern „zeigt, gerade durch die Kombination der Gefährdungsfaktoren, ein erschreckendes Bild der Arbeitssituation in den Unternehmen auf. Es scheinen große Defizite bei der praktischen Umsetzung des Arbeitsschutzes zu bestehen. Insbesondere Arbeitsüberlastung, die auf Arbeitsverdichtung, Mehrarbeit und Überstunden beruhen kann, ist ein häufiges Phänomen.“

#### Umfang und Häufigkeit

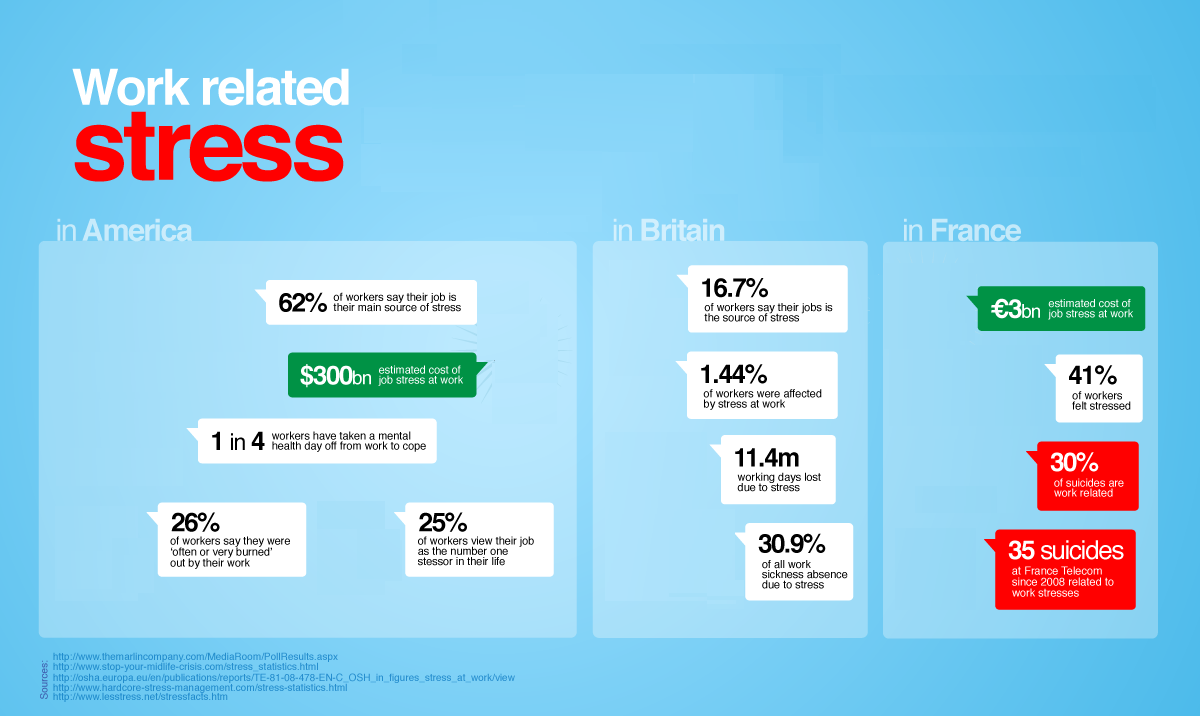

Als ein Teilbereich der Arbeitsbelastungen entwickeln sich psychomentale Belastungen seit Jahren zu einem ernst zu nehmenden Thema in der Arbeitswelt und fanden daher auch Eingang in die gesetzliche Regelung des modernen Arbeitsschutzes als „eine Erscheinungsform sozialer Bewegung gegen die Folgen der Verwertung von Arbeitskraft auf Kosten von Leben und Gesundheit ihrer Besitzer“. Allein bei den Männern stieg im Arbeitsleben der Anteil psychomentaler Belastungen zwischen 1994 und 2003 um 82 Prozent an, so das Ergebnis einer im Mai 2005 vom Wissenschaftlichen Institut der AOK (WIdO) vorgelegten Studie. Auch die jährlichen Berichte an den Bundestag zum Berufskrankheitengeschehen zeigen, dass der Anteil der psychischen Belastungen unter allen gesundheitlichen Belastungen am Arbeitsplatz zunimmt. Nach Mitteilungen der Bundesregierung und der Bundesanstalt für Arbeitsschutz und Arbeitsmedizin (BAuA) hatte die Anzahl der durch psychische Erkrankungen verursachten Fehltage im Jahr 2001 einen Anteil von 6,6 % an allen krankheits- und unfallbedingten Tagen in diesem Jahr. Im Jahr 2002 betrug der Anteil 7,0 %, in 2003 9,7 %, in den Jahren 2004 und 2005 lag er bei 10,5 %. Ein Anteil von 10,6 % wurde im Jahr 2006 erreicht.
Einer März 2009 veröffentlichten Studie der Techniker Krankenkasse zufolge stieg in Bayern der Umfang der psychisch bedingten Arbeitsunfähigkeitszeiten seit 2000 um 15 %, während im selben Zeitraum die Zahl der Krankschreibungen insgesamt um 7 % abnahm. Als mögliche Ursachen des Anstiegs wurden ein zunehmender Leistungsdruck sowie emotionale Erschöpfung aufgrund lang anhaltender Sorge um die Wirtschaftslage und um den Arbeitsplatz genannt.
Der BKK-Gesundheitsreport 2010 führt psychische Erkrankungen an vierter Stelle als Grund für Fehltage an und nennt psychosoziale Belastungen am Arbeitsplatz als eine der vorrangigen arbeitsbedingten Belastungen. Nicht fehlende Motivation, die Arbeitsmenge, das Erfordernis nach Erreichbarkeit oder die gleichzeitige Durchführung mehrerer Arbeitsaufgaben seien vorrangige Auslöser psychischer Probleme am Arbeitsplatz; vielmehr seien drei Faktoren hervorzuheben, die am stärksten mit dem Auftreten psychischer Probleme korrelierten:
- wenn Aufgaben selten bewältigbar seien,
- wenn sie selten als sinnvoll empfunden werden oder
- wenn die Wertschätzung durch den Vorgesetzten oder Kunden fehle.

An arbeitsbezogenen Stress- und Angstzuständen litten 2007 in der EU 25- bis 44-jährige Erwachsene häufiger als Ältere oder Jüngere, Frauen häufiger als Männer, und Beschäftigte in großen Organisationen häufiger als in kleineren.
In Frankreich sind laut einer im November 2017 veröffentlichten Studie, die von Mitte 2013 bis Mitte 2017 an über 32.000 Beschäftigten in 39 Unternehmen durchgeführt wurde und nicht repräsentativ ist, 24 % der Beschäftigten in einem Zustand von „Hyperstress“ (Übermaß an Stress). Der größte Stressor sei dabei die Arbeit.

#### Zusammenhang mit sozialen Entwicklungen
Das Bundesarbeitsministerium stellt die Notwendigkeit, mit arbeitsmedizinischer Vorsorge auch psychischen Störungen vorzubeugen, in einen Zusammenhang mit Veränderungen der Lebensarbeitszeit: „Die Veränderungen in der Arbeitswelt bringen für die Beschäftigten neue Belastungen und Beanspruchungen mit sich. Muskel-Skelett-Erkrankungen und psychische Erkrankungen nehmen zu. Gleichzeitig erfordert die demografische Entwicklung eine deutliche Verlängerung der Lebensarbeitszeiten.“
Makroökonomisch fehle es nach Leo Nefiodow der Weiterentwicklung von Wirtschaft und Gesellschaft „vor allem an psychosozialer Gesundheit. Die größte Wachstumsbarriere am Ende des fünften Kondratieff sind die hohen Kosten der sozialen Entropie“. Bereits im Jahr 1930 stand in einem Papier der „Deutschen Krankenkasse“: „In zehn oder fünfzehn Jahren wird man erst erkennen, dass die Zahlen der Unfälle und der körperlichen, durch Gase, Staubteile, Dünste und Feuchtigkeitseinwirkungen hervorgerufenen Berufskrankheiten durch nervöse und mentale Erkrankungen und Leiden abgelöst sein und in ihren Ausmaßen vielleicht die bisher bekannten übertreffen werden.“ „Depressive Verstimmungen“ als Folge anhaltenden Stresses am Arbeitsplatz steht bereits heute an vierter Stelle der weltweiten Krankheitsbelastung.
In ihrem Buch Die auszehrende Organisation: Leistung und Gesundheit in einer anspruchsvollen Arbeitswelt sprechen die Autoren Dietrich von der Oelsnitz, Frank Schirmer und Kerstin Wüstner von einer „Auszehrung“ der Mitarbeiter und unterscheiden dabei zwischen einer „klassischen“ und einer „modernen“ Inhumanisierung der Arbeit. Die „klassische“ Inhumanisierung resultiere aus der Taylorschen Arbeitsrationalisierung und bewirke eine systematische physische Überforderung (u. a. mit Verschleißerkrankungen) mit geistiger Unterforderung (Monotonie, Entfremdung) und sozialer Isolation, die daher als inhuman gelte. Dementgegen fordere eine moderne Inhumanisierung die Mitarbeiter im psychischen Bereich durch „Arbeitshetze, Arbeitsintensivierung, Entgrenzung“ (die Autoren zitieren hierzu den DGB-Index 2012 Gute Arbeit) mit Anforderungen im psychosozialen Bereich, die oft eine Überforderung darstellten. Sie bieten hierfür ein Erklärungsmodell, das auf „unethischer Führung“ basiert, welche auf Basis mehrerer Faktoren erklärbar sei: einerseits aufgrund „schlechter Führer“ mit Phänomenen wie Narzissmus, Psychopathie und Machiavellismus, zweitens aufgrund „schlechter Geführter“ durch unkritisches Denken und Passivität gegenüber der Führung gekoppelt mit einer Hoffnung auf Belohnung, und zum Dritten aufgrund „schlechter Situationen“ wie einer Zerstörung der intrinsischen Motivation der Führenden durch bis dahin unvorstellbar hohe Vergütungen sowie einer Überführung von „normaler“ Führung in „celebrity CEOs“, die bewirke, dass Führungspositionen für egomanische Persönlichkeiten interessanter geworden seien.

### Bereiche der psychomentalen Belastung
Nach EN ISO 10075 sind beeinträchtigende Folgen psychischer Fehlbelastung in den folgenden Bereichen zu vermeiden:
- Aufgaben und Tätigkeiten,
- Arbeitsmittel,
- Arbeitsumgebung,
- Arbeitsorganisation,
- zeitliche Organisation der Arbeit.

EN ISO 9241 beschränkt sich nicht nur auf die technischen Aspekte der Bildschirmarbeit und anderer Mensch-Maschine-Schnittstellen, sondern in der Norm wird auch
- der Erhalt sozialer Kontakte,
- die Vermeidung eines unangemessenen Zeitdrucks,
- die Förderung des Wohlbefindens

thematisiert. Der letzte Punkt zeigt, dass die Norm über ein reines Vermeiden von Fehlbelastungen hinausgeht.
Im Anhang C.4 des Standards OHSAS 18002:2008 werden Beispiele für psychische Fehlbelastungen („psychologische Gefährdungen“) aufgeführt:
- Arbeitsüberlastung
- Fehlen von Kommunikation oder Lenkung des Managements
- Arbeitsplatzumgebung
- körperliche Gewalt
- Mobbing oder Einschüchterung

Ursachen für psychische Fehlbelastungen aus Sicht der IG-Metall:
- Überforderung (etwa durch ein zu großes Arbeitspensum oder eine nicht genügende Qualifikation für die jeweiligen Arbeitsanforderungen),
- Unterforderung (nur ein Teil des menschlichen Leistungsvermögens wird abverlangt, z. B. bei eintöniger Montage- oder Fließarbeit),
- unergonomische Arbeitszeiten (durch zu lange Dauer, ungünstige Lage und Verteilung oder mangelnde Planbarkeit),
- soziale Konflikte (mit Vorgesetzten und/oder Kollegen),
- Erschwernisse bei der Arbeitsausführung (etwa durch schlechte Beleuchtung, Lärm).

Mentale Fehlbelastungen haben aus Sicht der Organisationspsychologie überwiegend die folgenden Ursachen:
- Zeitdruck,
- Wettbewerb zwischen verschiedenen Aufgabenstellungen sowie das damit verbundene „Task Switching“ beziehungsweise „Multitasking“,[62]
- Komplexität der Aufgaben mit vielen Informationen aus vielen Quellen,
- andere Stressoren wie Hitze, Lärm, Drogen, Schlafmangel und sonstige körperliche Beeinträchtigungen, die von Arbeitsaufgaben ablenken.

Die Bundesärztekammer führte in ihrer Entschließung vom 115. Deutsche Ärztetag 2012 an, dass auch chronische Überforderung und chronischer Stress am Arbeitsplatz zu psychischen oder psychosomatischen Krankheiten führen können und führt insbesondere auf:
Zu krank machenden Arbeitsbedingungen und Arbeitsplatzstrukturen gehören u. a.: Arbeitsverdichtung, Zeit-, Konkurrenz- und Leistungsdruck, hohe Anforderungen bei geringem Einfluss auf den Arbeitsprozess, mangelnde Anerkennung durch Vorgesetzte, fehlende Gratifikation, Überforderung durch permanente Veränderungen („Flexibilität“), kontinuierliche Überwachung und Kontrolle, unzureichende Entlohnung, prekäre Arbeitssituation bei Leiharbeit, Minijobs und „Aufstockern“, befristete Arbeitsverträge, Angst vor Arbeitsplatzverlust, ungewisse Lebensplanung bei fehlender Existenzsicherung, Doppelbelastung durch Beruf, Familie und Pflege, Entgrenzung der Arbeit wegen ständiger Erreichbarkeit über Handy und E-Mail, Nacht- und Schichtarbeit, ungenügende Erholungsmöglichkeiten mit zu wenig Zeit für Familie und soziale Kontakte, Mobbing, Zwang zur Selbständigkeit ohne existenzsicherndes Einkommen und Selbstausbeutung.

### Gefährdungsbeurteilung und Mitbestimmung
Psychomentale Belastungen müssen nach dem Arbeitsschutzgesetz in der Gefährdungsbeurteilung berücksichtigt werden. Die Gefährdungsbeurteilungen beschreiben dabei nicht individuelle psychische Befindlichkeiten und insbesondere nicht psychopathologische Befindlichkeiten von Arbeitnehmern, sondern psychomentale Belastungen, die von Arbeitsprozessen und Arbeitsumgebungen ausgehen. Werden Arbeitnehmer für eine Gefährdungsbeurteilung gefragt, so antworten sie also als Kenner ihrer Aufgabe und ihres Arbeitsumfeldes und nicht zur Beschreibung ihrer persönlichen psychomentalen Befindlichkeit.
Ziel der Gefährdungsbeurteilung ist es, die Arbeitsbedingungen dauerhaft menschengerecht zu gestalten:
- die Arbeitsgestaltung muss die körperlichen und psychischen Bedingungen des Menschen berücksichtigen,
- die Arbeit muss durchführbar sein, darf nicht schädigen und soll die Entwicklung des Beschäftigten fördern,
- auf Dauer muss die Arbeit ein ausgewogenes Maß an Beanspruchungen enthalten,
- Arbeitsaufgaben sollen Kontrollmöglichkeiten bieten, vielfältig sein und Kooperation und Entwicklungschancen beinhalten.[64]

Voraussetzung für die Anfertigung einer Gefährdungsbeurteilung ist nicht erst das Vorliegen einer konkreten Gefährdung, denn eine Gefährdung, die nach dem Arbeitsschutzgesetz vermieden werden soll, tritt bereits dann ein, wenn die Möglichkeit eines Schadens oder einer gesundheitlichen Beeinträchtigung ohne bestimmte Anforderungen an deren Ausmaß oder deren Eintrittswahrscheinlichkeit besteht.
Beschlüsse des Bundesarbeitsgerichts vom 8. Juni 2004 bestätigten, dass Betriebsräten bei der Gestaltung und Durchführung von Gefährdungsbeurteilungen eine Pflicht zur Ausübung ihres vollen Mitbestimmungsrecht haben. Da es bei der Umsetzung des Arbeitsschutzes gerade im Bereich der psychomentalen Belastung sehr weite Ermessensspielräume gibt, sind die Mitbestimmungsmöglichkeiten der Betriebsräte in diesem Bereich besonders weitgehend.

### Kontroversen
Das Vorantreiben des Arbeitsschutzes im Bereich psychomentaler Belastungen ist eine besondere Aufgabe und Verpflichtung von Arbeitgebern, Betriebsräten und den Behörden des Arbeitsschutzes. Interesse an einer stärkeren Berücksichtigung psychomentaler Fehlbelastungen im Arbeitsschutz haben schon aus Kostengründen die Krankenkassen sowie die Berufsgenossenschaften, während Arbeitnehmervertreter und Behörden ein gleiches Interesse auf Grund ihrer Aufgabenstellung haben.
Als Kostenfaktor stellen sich psychomentale Fehlbelastungen dem Arbeitgeber erst dann dar, wenn sie hinreichend eindeutig entsprechenden Abwesenheitszeiten zugeordnet werden können oder wenn Haftpflicht eintritt. Abwesenheitszeiten können jedoch auch durch Maßnahmen reduziert werden, die nicht der Verminderung von Fehlbelastungen dienen. Verantwortung und Haftung kann schon durch die Beeinflussung der Beobachtung psychomentaler Belastungen minimiert werden.
Gemeinsam haben viele Veränderungen im Bereich der Unternehmensführung die als Aufgabenbereicherung darstellbare Verlagerung von Komplexität auf den Arbeitnehmer. Solche Maßnahmen entziehen sich ihrer Natur gemäß einer zweifelsfreien Beobachtung, führen aber zu klar beobachtbaren Effizienzsteigerungen. Somit konnten in dem beispielsweise tarifvertraglich bisher schwer zu regelnden Bereich der Arbeitsbelastung die Anforderungen an Arbeitnehmer schwerer wahrnehmbar erhöht werden, als in Bereichen, in denen die Arbeitsbelastung einfacher messbar war. Für Arbeitgeber bedeutet darum eine zunehmend bewusstere Thematisierung der psychomentalen Belastungen, dass die durch veränderte Führungsprinzipien bewerkstelligte Verlagerung von Kosten auf Arbeitnehmer in Form der psychomentalen Belastung nun doch wieder deutlicher wahrgenommen und damit zum Gegenstand von Verantwortung, Haftung und Verhandlungen werden können.
Ein Beispiel für Führungskonzepte, die die psychomentale Belastung von Arbeitnehmern in komplexer und nur schwer messbarer Weise verändern, sind Matrixorganisationen, in denen ein Mitarbeiter mehrere Projektleiter als „interne Kunden“ zu bedienen hat und seine Belastung „eigenverantwortlich“ organisieren muss, wobei der Wechsel zwischen verschiedenen Prozessen („Task Switching“) nur eine von vielen Herausforderungen ist. Ein weiteres Beispiel für Veränderungen der psychomentalen Belastung sind die Konstrukte des Arbeitnehmers als „Unternehmer im Unternehmen“ (Intrapreneur) oder als „Business Partner“, die zu einer Umverteilung von Verantwortung auf niedrigere Hierarchien führen (gelegentlich einhergehend mit einer als Demokratisierung dargestellten Verflachung der Hierarchien), ohne dass damit notwendigerweise eine entsprechende Umverteilung der Ressourcen und Entscheidungsbefugnisse einhergeht. „Der frühe Kapitalismus war auf Ausbeutung von Arbeit, der heutige ist auf Ausbeutung von Verantwortung ausgelegt. … Die alte Unversöhnlichkeit wird aus dem Betrieb entfernt und zum privaten Problem des neuen Arbeitnehmer-Unternehmers umdeklariert.“

#### Positionspapier der BDA
Welche Hindernisse sich Arbeitnehmervertretungen und Behörden bei der Umsetzung des Arbeitsschutzgesetzes entgegenstellen, wird in dem Positionspapier der Bundesvereinigung der Deutschen Arbeitgeberverbände deutlich. Die Hauptangriffspunkte sind im Fazit des Papiers zusammengefasst. Die „Komplexität“ und das „Facettenreichtum“ erschwere Gefährdungsbeurteilungen, die nach Ansicht der Arbeitgebervereinigung auch nur dann notwendig seien, wenn konkrete Gefährdungen vorlägen. Das Gesetz erzwingt jedoch die Beobachtung und Dokumentation der Gefährdung schlechthin, also gegebenenfalls auch Verantwortung des Arbeitgebers für die Feststellung, dass keine Gefährdung durch psychomentale Belastung gegeben sei. Diese Feststellung kann dann vom Arbeitnehmer und von Arbeitnehmervertretern überprüft werden.
Weiterhin führt die Arbeitgebervereinigung aus, dass Arbeitgeber für die individuelle psychische Verfasstheit und psychische Belastungen außerhalb des Arbeitslebens nicht verantwortlich seien. Jedoch sind diese privaten Belastungen ohnehin nicht Gegenstand des Arbeitsschutzes, was wiederum die Umwandlung beruflicher Belastungen in private Probleme stärker in das Blickfeld rücken lassen könnte.
Die Zunahme psychischer Belastungen wird bezweifelt, denn die Fortschritte im Bereich anderer Gefährdungen führe zu mehr Aufmerksamkeit für psychische Belastungen. Der Frage, ob die „massive Zunahme der Arbeitsunfähigkeitsfälle in der Kategorie ‚Psychische und Verhaltensstörungen‘ in relativ kurzer Zeit“ nur ein „Artefakt“ sei wurde nach einer Expertenbefragung von der DAK beantwortet: „Die Mehrheit der Fachleute kommt zu dem Schluss, dass es tatsächlich mehr Fälle gibt. Für wichtig halten sie aber auch, dass psychische Erkrankungen von den Hausärzten häufiger entdeckt bzw. richtig diagnostiziert werden.“
Weitere Angriffspunkte werden im Positionspapier der Arbeitgebervereinigung an verschiedenen Stellen aufgeführt: Die Kompetenz für den Arbeitsschutz läge vorwiegend in der Hand der Arbeitgeber, die Kompetenz von Behörden, Krankenkassen und Gewerkschaften wird teilweise in Frage gestellt. Psychische Belastungen haben positive und in „Einzelfällen“ negative Auswirkungen. Die Praktikabilität von Verfahren zur Erfassung psychomentaler Belastungen und die ISO-Norm 10075 werden in Frage gestellt. Bezweifelt wird insbesondere der hohe Grad an Mitbestimmung, den Betriebsräte beanspruchen.

### Maßnahmen
Gegen psychomentale Fehlbelastungen können Maßnahmen getroffen werden, die sowohl auf der individuellen Ebene wie auch auf der Organisationsebene Verbesserungen bewirken sollen. Im Arbeitsschutz sind individuelle Schutzmaßnahmen jedoch „nachrangig zu anderen Maßnahmen“. Zunächst hat der Arbeitgeber also durch eine Beurteilung die für die Beschäftigten mit ihrer Arbeit verbundenen psychisch wirksamen Gefährdung zu ermitteln und dann zu entscheiden, welche Maßnahmen des Arbeitsschutzes erforderlich sind. In Betrieben mit Betriebsräten oder Personalräten unterliegt dies der Mitbestimmung durch die Arbeitnehmervertretungen.

#### Organisatorisch

##### Umsetzung von Gesetzen und Vorschriften
Auf der betrieblichen Ebene ist die konsequente Umsetzung der Gesetze und Bestimmungen des Arbeitsschutzes im Bereich der psychomentalen Belastung die wirksamste Maßnahme zur Abwehr psychomentaler Fehlbelastungen, denn auf diesen Vorschriften und den damit verbundenen Normen aufbauende Materialien und Werkzeuge zur Umsetzung des Arbeitsschutzgesetzes im Bereich der psychomentalen Belastung sind reichhaltig vorhanden. Die scheinbare Komplexität des Themas ergibt sich in vielen Fällen nur aus mangelnder Kenntnis der Instrumente des modernen Arbeitsschutzes. Schon die vorhandenen Instrumente zur Wahrnehmung psychomentaler Belastungen werden kaum genutzt, was zu einem sich selbst verstärkenden Verkennen der Bedeutung von Fehlbelastungen in diesem Bereich führt. Fehlenden Kenntnisse verleiten selbst Betriebsräte oft dazu, das Thema zu vernachlässigen, obwohl alleine schon die zur Verfügung stehenden Werkzeuge zeigen, dass es klare Handlungshilfen gibt, mit denen ein sehr strukturiertes Vorgehen möglich ist. Der erste und entscheidende Schritt ist dabei die bereits zuvor beschriebene Gefährdungsbeurteilung. Personalabteilungen müssen dabei zusammen mit zur Mitbestimmung verpflichteten Betriebsräten die vorhandenen generischen Instrumente zur Gefährdungsbeurteilung an die Bedürfnisse ihres Betriebs anpassen. Das kann in Form einer Betriebsvereinbarung geschehen.

##### Betriebsräte
Das Betriebsverfassungsgesetz gibt Betriebsräten die Möglichkeit, sich alle Ressourcen zu sichern, die zur Bearbeitung des Themas erforderlich sind, denn die Sicherung des Arbeitsschutzes ist nicht nur eine Pflicht der Arbeitgeber, sondern auch der Arbeitnehmervertreter. Bei der Umsetzung des Arbeitsschutzes im Bereich der psychomentalen Belastung ist Wissen die wichtigste Grundlage für erfolgreiche Arbeit. Erforderlich sind gute Kenntnisse und praktische Erfahrung im Bereich der Anwendung des Betriebsverfassungsgesetzes, des Arbeitsschutzgesetzes und der Rechtsprechung, denn Gesetze und Urteile liefern nicht nur Wissen, sondern auch Handhaben, die bei der Durchsetzung des Arbeitsschutzes erforderlich sind. Gute Unterstützung finden Arbeitnehmervertreter außerdem bei Gewerkschaften, Versicherungen, Berufsgenossenschaften, den Behörden der Gewerbeaufsicht und nicht zuletzt bei anderen Betriebsräten, die den Arbeitsschutze im Bereich der psychomentalen Belastung bereits erfolgreich umsetzen konnten.

##### Umsetzungsschwierigkeiten aus der Sicht der Behörden
In ihrer Handlungshilfe zur Unterweisung (2006) berichten die INQA und die BAuA: „Obwohl die Betriebe seit 1996 durch das Arbeitsschutzgesetz verpflichtet sind, körperliche wie auch psychische Arbeitsbelastung am Arbeitsplatz im Rahmen einer Gefährdungsbeurteilung zu ermitteln und sie so gering wie möglich zu halten, ist dies in vielen Betrieben immer noch nicht umgesetzt. Vor allem werden psychische Arbeitsbelastungen dabei nach wie vor kaum berücksichtigt.“
Die Ergebnisse aktueller Forschungsprojekte zur Umsetzung der Gefährdungsbeurteilung aus der Sicht der BAuA:
- Fehlende Handlungsbereitschaft: Unternehmen greifen ohne die Impulsgebung durch Gewerkschaften, Betriebsräte bzw. Arbeitsschutzbehörden (vereinzelt) das Thema „Psychische Belastungen“ als Gegenstand der Gefährdungsbeurteilung (GB) i. d. R. nicht auf.
- Geringe Handlungskompetenz: Weder bei betrieblichen noch bei überbetrieblichen Arbeitsschutzakteuren ist in der Breite eine ausreichende Kompetenz zum Umgang mit dem Thema „Psychische Belastungen“ vorhanden.
- Schwierige Kooperation: Von Betriebsrat, Arbeitgeber und betrieblichen Arbeitsschutzakteuren bei der GB zu psychischen Belastungen bzw. unzureichende Abstimmung der Akteure untereinander.

Das Ministerium für Arbeit, Gesundheit und Soziales des Landes Nordrhein-Westfalen beschrieb Hürden bei der Umsetzung in fünf Kategorien: Akzeptanz, Komplexität, Wahrnehmbarkeit, Bewertung und Gestaltbarkeit.

##### Thematisierung der psychomentalen Belastung
Damit psychomentale Belastung im Arbeitsschutz berücksichtigt wird, muss sie im Betrieb deutlich thematisiert und wahrgenommen werden. Weitgehend unabhängig von Firmenleitungen können Betriebsräte auch Strukturen schaffen, die bei der Beratung von Mitarbeitern durch Mitglieder des Betriebsrates eine besondere Vertraulichkeit gewährleisten. Dies kann beispielsweise konkret mit technischen Hilfsmitteln geschehen, die unter Einhaltung der Bestimmungen des Datenschutzes eine anonyme Kommunikation zwischen Betriebsratsmitgliedern und Mitarbeitern ermöglichen. Eine weitere Maßnahme ist die Zusammenarbeit mit externen Beratern, die Betriebsräte den von ihnen betreuten Mitarbeitern empfehlen können.

##### Partizipative Führung
Die psychomentale Belastbarkeit (Resilienz) von Mitarbeitern wird durch Kontrollverlust (oder auch nur das Gefühl des Kontrollverlustes) erheblich beeinträchtigt. Kontrolle benötigen Mitarbeiter in vielen Aspekten ihrer Arbeit:
- Grad der Beeinflussung der Arbeit: Inwieweit kann die Arbeit im eigenen Ermessen bestimmt werden?
- Arbeitsgeschwindigkeit: Kontrolle über Arbeitsintensität, Pausen usw.
- Arbeitsablauf: Kann beeinflusst werden, was wann und in welcher Reihenfolge zu tun ist?
- Beeinflussung der physischen Umgebung: Hitze, Licht, Ventilation, Organisation des Arbeitsplatzes usw.
- Treffen von Entscheidungen: In welchem Umfang können Entscheidungen beeinflusst werden, die Auswirkungen auf die eigene Arbeit haben?
- Soziale Interaktion: Zu welchem Grad hat ein Mitarbeiter die Freiheit (und z. B. die Zeit), mit Kollegen zusammenzuarbeiten?
- Soziale Mobilität: Kann der Mitarbeiter seine Aufgabe leicht wechseln?

Ein partizipativer Führungsstil (beispielsweise in Form eines partizipativen Produktivitätsmanagements) verbessert die Kontrolle der Mitarbeiter ihrer Arbeit und ist eines der wirksamsten Instrumente, mit denen Unternehmen die Belastbarkeit von Mitarbeitern erhöhen können. Die Teilhabe der Mitarbeiter an Entscheidungen darf sich dabei nicht auf bloßes gehört werden und Anwendung erlernter Zuhörtechniken der Führungskraft beschränken, sondern es muss eine tatsächliche Ermächtigung der Mitarbeiter vorliegen. Sehr stark betroffen hiervon sind nicht nur geführte Mitarbeiter, sondern insbesondere Manager auf den untersten Führungseben, die unter starkem Druck sowohl von der untersten wie auch von der nächsthöheren Hierarchieebene stehen. Sie können sich und ihre Mitarbeiter wirksam entlasten, wenn sie ihren Mitarbeitern tatsächliche Entscheidungsbefugnisse und die damit verbundenen Ressource geben. In Betrieben mit einem Betriebsrat sind solche Führungskräfte, die keine leitenden Angestellten sind, genauso Klienten von Betriebsräten, wie die Mitarbeiter dieser Führungskräfte.

#### Individuell
Mit geeigneten Maßnahmen können Belastungen reduziert werden und die Belastbarkeit (Psychologie) beziehungsweise die Widerstandsfähigkeit verbessert werden. Ist dies mit akzeptablem Aufwand und auch mit der Hilfe von Vertrauenspersonen nicht möglich, kann auf individueller Ebene versucht werden, einer Fehlbelastung auszuweichen. Möglichkeiten und Methoden zur individuellen Bewältigung und zum Abbau psychisch belastenden Stresses werden unter den Begriff Stressmanagement gefasst.

##### Selbsthilfeliteratur

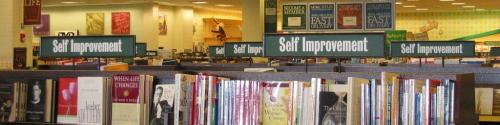
Regale mit Selbsthilfe-Literatur in einer großen amerikanischen Buchhandlung (Boston, 2002)

Die zunehmende Bedeutung der psychomentalen Belastung wird auch an einem entsprechend großen Angebot an Beratungsliteratur zur „Selbsthilfe“ deutlich. Beispielsweise zum Thema „Burnout“ sind bei einem großen Internet-Buchhändler mehr als 300 Titel zu finden. Ihrer Natur gemäß sprechen Selbsthilfe-Bücher vorwiegend die individuell „eigenverantwortliche“ Ebene an, die im Berufsleben dort besonders wichtig ist, wo der Einzelne auf organisatorischer Ebene wenig bewirken kann. Der Qualitätsbereich der Beratungsliteratur in diesem Bereich ist sehr weit und reicht von Autoren mit soliden psychologischen und unkompromittierten Grundausbildungen bis zu Beratungsbüchern, die sich aus dem Esoterikbereich in das Psychologie-Regal hochgearbeitet haben und dem Einzelnen die volle Verantwortung für sein psychomentales Befinden zuweisen.

##### Medikamente
Im Februar 2009 berichtete die Deutsche Angestellten Krankenkasse unter dem Schwerpunktthema „Doping am Arbeitsplatz“ über eine deutliche Zunahme der Selbstmedikation am Arbeitsplatz. In einem Interview mit der Süddeutschen Zeitung zum Thema „Stress, Ehrgeiz und Missbrauch von Medikamenten“ befragt, bezeichnete der Psychologe Frank Meiners etwa 400.000 bis 800.000 Betroffene als „echte Doper“. Nicht die absoluten Zahlen, aber die Entwicklung des Medikamentenmissbrauches sei besorgniserregend. „Experten vermuten, dass vor allem Berufsgruppen wie Manager, Börsianer, Journalisten oder Ärzte dopen. Besonders betroffen sind Menschen, die in einer sehr deregulierten Arbeitssituation stecken – also alle, die sehr viele Überstunden machen, nachts arbeiten müssen oder anders stark beansprucht werden. Ein Ergebnis unserer Studie ist zudem, dass mehr gesunde Frauen Medikamente nehmen als gesunde Männer: 23,5 Prozent haben schon einmal gedopt, bei den Männern sind es nur 11,5 Prozent.“

##### Gespräch mit Vertrauenspersonen
Arbeitnehmervertreter können neben der oft langwierigen und zähen Arbeit auf der Organisationsebene ebenfalls dabei helfen, auf der individuellen Ebene im Fall einer psychomentalen Fehlbelastung Sofortmaßnahmen zu unterstützen. Eine in der Praxis sehr schnell umsetzbare Sofortmaßnahme im Umgang mit schädlichen psychomentalen Belastungen ist für den einzelnen betroffenen Arbeitnehmer das rechtzeitige Gespräch mit einer Person seines Vertrauens, insbesondere mit Familienangehörigen und dem Hausarzt, aber auch mit Betriebsratsmitgliedern und Sozialberatern. Hierbei sollte die Belastungssituation und das eventuelle Fehlen einer ausreichend realistischen Gefährdungsbeurteilung schriftlich festgehalten werden. Im Betriebsrat, soweit vorhanden, finden betroffene Arbeitnehmer Ansprechpartner beispielsweise in den Ausschüssen, die sich mit dem Arbeitsschutz und mit der Vereinbarkeit von Familie und Beruf befassen und dem Fehlen oder der Unvollständigkeit von Gefährdungsbeurteilungen auf Unternehmensebene nachgehen und dokumentieren können.

##### Vertraulichkeit
Bei der individuellen Beratung von Arbeitnehmern ist auf strenge Vertraulichkeit zu achten. In einer Rundfunksendung zum Thema Warnsignale – Seelische Gesundheit am Arbeitsplatz warnte ein Betriebsratsmitglied eines großen Dienstleistungsunternehmens davor, dass „Kündigungen aus persönlichen Gründen“ eine Folge davon sein können, dass Unternehmen von psychischen Problemen ihrer Mitarbeiter erfahren: „Wir haben erlebt, dass psychische Erkrankungen eher als Vorlage für den Arbeitgeber dienen, angeschlagene Personen, die den Produktionsprozess nicht durchstehen, rauszuschmeißen. Wir haben erlebt, dass der Rückhalt auch am Arbeitsgericht da nicht sehr groß ist, das heißt, der Arbeitgeber bekommt also in der Regel Recht mit solchen Kündigungen.“ Es kann darum abhängig von der Unternehmenskultur sinnvoll sein, dass Arbeitnehmer bei der Suche nach der Beratung durch Ärzte oder Organisationen darauf achten, dass zwischen ihrem Berater und dem Unternehmen ein ausreichender Sicherheitsabstand besteht. Geeignete Beratungseinrichtungen lassen sich beispielsweise über die arbeitsmedizinischen Institute der Universitäten, bei Arbeitnehmerorganisationen und auch im kirchlichen Bereich finden.
Siehe auch: Selbstbestimmtes Lernen („Discretionary Learning“) als Form der Arbeitsorganisation

## Europäische Union
2004 schlossen die europäischen Sozialpartnerorganisationen (Businesseurope, UEAPME, CEEP und EGB) die Sozialpartnervereinbarung psychosozialer Stress am Arbeitsplatz. Es handelt sich dabei um eine freiwillige Vereinbarung und keine verbindliche EU-Richtlinie. Die meisten EU-Staaten führten auf dieser Basis gesetzliche Regelungen zum Schutz vor gesundheitsgefährdendem psychischem Stress am Arbeitsplatz ein und setzten sie den Risiken von Lärm, Licht, Vibration, Toxinen usw. gleich.
Deutschland nahm die Gefährdungsbeurteilung bezüglich psychischer Belastungen erst im Jahr 2013, nachdem die meisten EU-Staaten bereits verpflichtende Regelungen zur Reduktion von psychosozialem Stress am Arbeitsplatz etabliert hatten, in das Arbeitsschutzgesetz auf.

### Deutschland
- Psychische Gesundheit am Arbeitsplatz in Deutschland – Bericht des Berufsverbands Deutscher Psychologinnen und Psychologen (22. April 2008) (PDF; 1,26 MB)
- Bundesanstalt für Arbeit: Datenbank für Handlungshilfen zur Gefährdungsbeurteilung, Psychische Belastungen
- Toolbox: Instrumente zur Erfassung psychischer Belastungen und Prüfliste – psychische Belastung (Memento vom 28. Mai 2008 im Internet Archive) – Bundesanstalt für Arbeitsschutz und Arbeitsmedizin (BAuA)
- Psychische Belastung am Arbeitsplatz (Memento vom 8. Juli 2007 im Internet Archive; PDF; 619 kB) – Bundesanstalt für Arbeitsschutz und Arbeitsmedizin (BAuA Dresden, Verfasserin: Gabriele Richter) (PDF; 619 kB)
- Psychische Arbeitsbelastung und Prävention von Muskel-Skelett-Erkrankungen (Memento vom 9. August 2011 im Internet Archive) – Bundesanstalt für Arbeitsschutz und Arbeitsmedizin (BAuA)
- PRIMA-EF (Memento vom 13. Januar 2012 im Internet Archive; PDF; 651 kB): Leitlinien zum Europäischen Handlungsrahmen für psychosoziales Risikomanagement. Ein Handbuch für Arbeitgeber und Arbeitnehmervertreter
- Gefährdungsbeurteilung bei psychischen Belastungen: Deutsche und europäische Ansätze und Erfahrungen – Bundesanstalt für Arbeitsschutz und Arbeitsmedizin (Förderin des BAuA-Projekts „Gefährdungsbeurteilung in der Praxis“), Workshop-Unterlagen, 2008
- Was ist gute Arbeit? Anforderungen aus der Sicht von Erwerbstätigen (Memento vom 31. Januar 2012 im Internet Archive; PDF; 1,45 MB) – Initiative Neue Qualität der Arbeit, Bundesarbeitsblatt 5-2006, S. 4–11
- Integration der psychischen Belastungen in die Gefährdungsbeurteilung (Memento vom 13. März 2012 im Internet Archive) – Initiative Neue Qualität der Arbeit, 2007
- SPA – Screening Psychischer Arbeitsbelastungen – Universität Potsdam, 2003 (Verfasser: A.-M. Metz, H.-J. Rothe)
- Psychische Belastungen am Arbeitsplatz (Memento vom 6. November 2011 im Internet Archive) – Bayerisches Landesamt für Gesundheit und Lebensmittelsicherheit
- Psychosoziale Risiken – Europäische Agentur für Sicherheit und Gesundheitsschutz am Arbeitsplatz
- Psychomentale Belastung geht von Arbeitsbedingungen aus – In der Betriebsratsarbeit entstandene Website mit etwa wöchentlich aktualisierten Links
- Max Weber: Zur Psychophysik der industriellen Arbeit bei Zeno.org

### Deutschland, unterschieden nach Tätigkeit oder Branche
- Zwischen Innovation und alltäglichem Kleinkrieg: Zur Belastungssituation von IT-Beschäftigten – Erich Latniak und Anja Gerlmaier, Institut Arbeit und Technik der Fachhochschule Gelsenkirchen, IAT-Report 2006-04, ISSN 1619-1943 (PDF; 295 kB)
- Eine neue Belastungssituation in der IT-Industrie – Was tun? (PDF; 403 kB), Leitlinien für eine nachhaltige Gesundheitsförderung – Andreas Boes, Tobias Kämpf, Katrin Trinks, 2009
- Perspektive89 – Belastung von Lehrkräften und schulischer Unterricht
- Perspektive89 – Review: Belastung und Beanspruchung von Lehrkräften